# Kongens Enghave

Stadsdelen in de gemeente Kopenhagen (2002-2006):
A: Indre By
B: Christianshavn
C: Indre Østerbro
D: Ydre Østerbro
E: Indre Nørrebro
F: Ydre Nørrebro
G: Bispebjerg
H: Vanløse
I: Brønshøj-Husum
J: Vesterbro
K: Kongens Enghave
L: Valby
M: Vestamager
N: Sundbyvester
O: Sundbyøster.

Kongens Enghave is een stadsdeel van de Deense gemeente Kopenhagen. Het district heeft een oppervlakte van 4,46 km² en een bevolking van 15.414 inwoners (2008).

## Ligging
Het district ligt in het zuiden van Kopenhagen met als aangrenzende gebieden:
- In het noorden Carlsberg Byen
- In het noordoosten Vesterbro
- In het westen Valby
- In het zuiden en oosten Amager Vest, gescheiden door de haven van Kopenhagen.

## Geschiedenis
De naam Kongens Enghave werd voor het eerst vernoemd in 1532-1533 als hooizone voor de koninklijke stallen van Københavns Slot. De naam Frederiksholmen komt het eerst voor in 1667-1668 wanneer grote kuststroken worden drooggelegd.
De geschiedenis van de wijk gaat terug tot 1795 toen de oude Enghavevej werd gebouwd die loopt vanaf Vesterbrogade tot de Gammel Køge Landevej. Begin jaren 1800 werden verschillende boerderijen gebouwd langs de nieuwe Enghavevej. Na de afbraak van de stadsmuren van de gemeente Kopenhagen in 1857 ontwikkelde de wijk zich verder. In het begin van de 20ste eeuw breidde de havengebied van Kopenhagen zich verder uit waardoor er ook meer industriële bedrijven in het gebied kwamen.
Dit gebied was van oudsher een van de armste wijken in Kopenhagen, doorsneden door grote wegen en gekenmerkt door sociale problemen alsmede de industrie langs het havengebied. Sinds begin jaren 2000 is daar enigszins verandering in gekomen. Het is nog steeds een relatief arme buurt maar de gebieden Sluseholmen en Teglholmen ondergingen een grote renovatie en er werden een aantal nieuwe woonwijken gebouwd.
Kongens Enghave was een van de 15 administratieve districten van Kopenhagen. Sinds de hervorming van de stad in 2006–2008 is Kopenhagen officieel verdeeld in tien districten of stadsdelen (bydele): Indre By, Østerbro, Nørrebro, Vesterbro/Kongens Enghave, Valby, Vanløse, Brønshøj-Husum, Bispebjerg, Amager Øst en Amager Vest. Kongens Enghave werd op 1 januari 2007 samengevoegd met Vesterbro tot het district Vesterbro/Kongens Enghave. De twee voormalige wijken hebben nog steeds hun lokale bestuurscomités.

## Fotogalerij

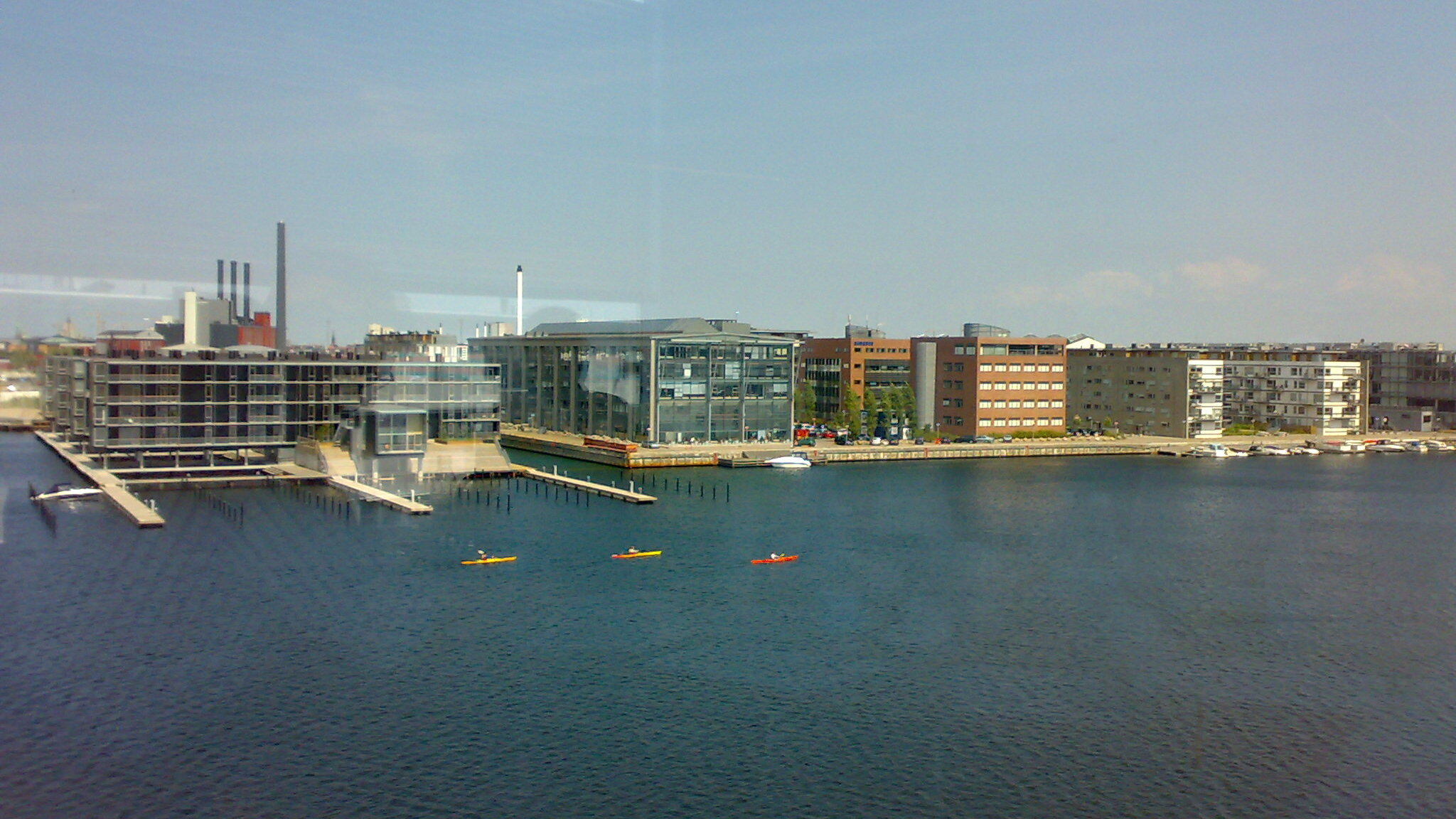
Sydhavn
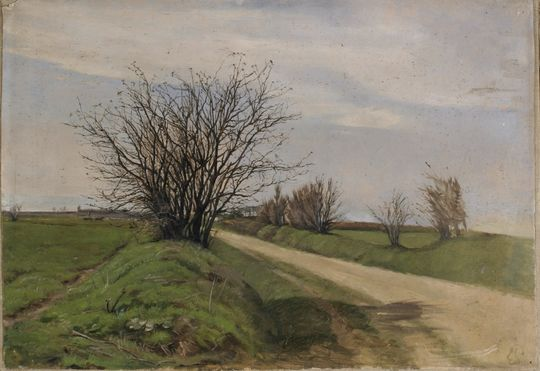
Enghavevej, 1850